# Coniothyrium cupressacearum
Coniothyrium cupressacearum är en svampart som först beskrevs av M. Morelet, och fick sitt nu gällande namn av M. Morelet 1971. Coniothyrium cupressacearum ingår i släktet Coniothyrium och familjen Leptosphaeriaceae.   Inga underarter finns listade i Catalogue of Life.